# Sornay (Haute-Saône)
Sornay település Franciaországban, Haute-Saône megyében. Lakosainak száma 354 fő (2022. január 1.). Sornay Bay, Pagney, Jallerange, Vitreux, Chenevrey-et-Morogne, Hugier, Montagney és Motey-Besuche községekkel határos.

## Népesség
A település népessége az elmúlt években az alábbi módon változott:
| Lakosok száma | 311  | 326  | 339  | 337  | 344  | 347  | 349  | 352  | 354  |
|               | 2013 | 2015 | 2016 | 2017 | 2018 | 2019 | 2020 | 2021 | 2022 |